# 翠ケ丘町
翠ケ丘町（みどりがおかちょう）は、兵庫県芦屋市の町名。郵便番号は659-0014。

## 地理
市の中央部東端にあり、西宮市との境界に位置し、北は阪急電鉄神戸線を挟んで岩園町（その西隣の東山町と東隣の西宮市高塚町とは僅かに接しない）、西は親王塚町、南から南西はJR東海道本線を挟んで楠町、同じく南東の一点で西宮市郷免町、東は西宮市大谷町が隣接。
北部に県公社住宅・市営住宅、南東端に市営住宅の建つ住宅地。民間企業の社宅なども点在していたがほとんど宅地化してその姿は消えた。
中央部に翠ケ丘郵便局、阿保親王塚古墳がある。

### 地価
住宅地の地価は、2015年（平成27年）1月1日の公示地価によれば、翠ケ丘町11-11の地点で31万5000円/m2となっている。

## 歴史
「翠ケ丘町」という町名は町内の阿保親王塚古墳に茂る「翠松」に由来するという。
この阿保親王塚は平安時代前期の皇族である阿保親王の墓であると伝えられていて、現在は宮内庁の管理下にあり、現地では「親王さんの森」の愛称で親しまれている。しかし実際は4世紀後半の築造で、多量の三角縁神獣鏡が出土したことから畿内政権と直接結びついた翠ヶ丘古墳群の最有力首長墓と想定されている。
阿保親王塚は江戸時代の元禄4年（1691年）に阿保親王850回忌を記念して系譜の繋がりのある長州藩毛利氏によって改修されていて、古墳名はこの時まで遡れるが実際の被葬者とは関係してはいない。
大正末から昭和初期にかけて、田地や緑地の多かったこの丘陵地帯へ、交通の発達に伴って住宅地が造成された。かつての小字の中には小口谷、久我谷、前ヶ谷、大谷など「谷」とつくものが4か所含まれることから周辺部は崖地の谷地形であったようで、谷へ盛り土を施して新たに郊外住宅地を誕生させたことがうかがえる。
現在の領域が町名となったのは昭和19年（1944年）のことで、芦屋市打出の親王塚をはじめとする14の小字から「打出翠ケ丘町」として成立した。
昭和44年（1969年）5月1日には町名に冠していた「打出」を取って現行の「翠ケ丘町」へと改名している。

## 世帯数と人口
2022年（令和4年）2月1日現在の世帯数と人口は以下の通りである。
| 丁目     | 世帯数    | 人口    |
| -------- | --------- | ------- |
| 翠ケ丘町 | 2,116世帯 | 4,786人 |

### 世帯数と人口の遷移
- 平成22年国勢調査（2010年10月1日現在）での世帯数2028、人口4780、うち男性2200人、女性2580人。[11]
- 昭和50年の世帯数1,212、人口3,932。[9]

## 小・中学校の学区
市立小・中学校に通う場合、学区は以下の通りとなる。
| 番地 | 小学校             | 中学校             |
| ---- | ------------------ | ------------------ |
| 全域 | 芦屋市立岩園小学校 | 芦屋市立山手中学校 |

## 交通

### 道路
- 山手幹線

## 施設
- 芦屋翠ケ丘郵便局
- 阿保親王塚古墳
- 翠ケ丘集会所